# Austrothaumalea bickeli
Austrothaumalea bickeli är en tvåvingeart som beskrevs av Günther Theischinger 1988. Austrothaumalea bickeli ingår i släktet Austrothaumalea och familjen mätarmyggor. Inga underarter finns listade.